# Шлангенвег (Гайдельберг)

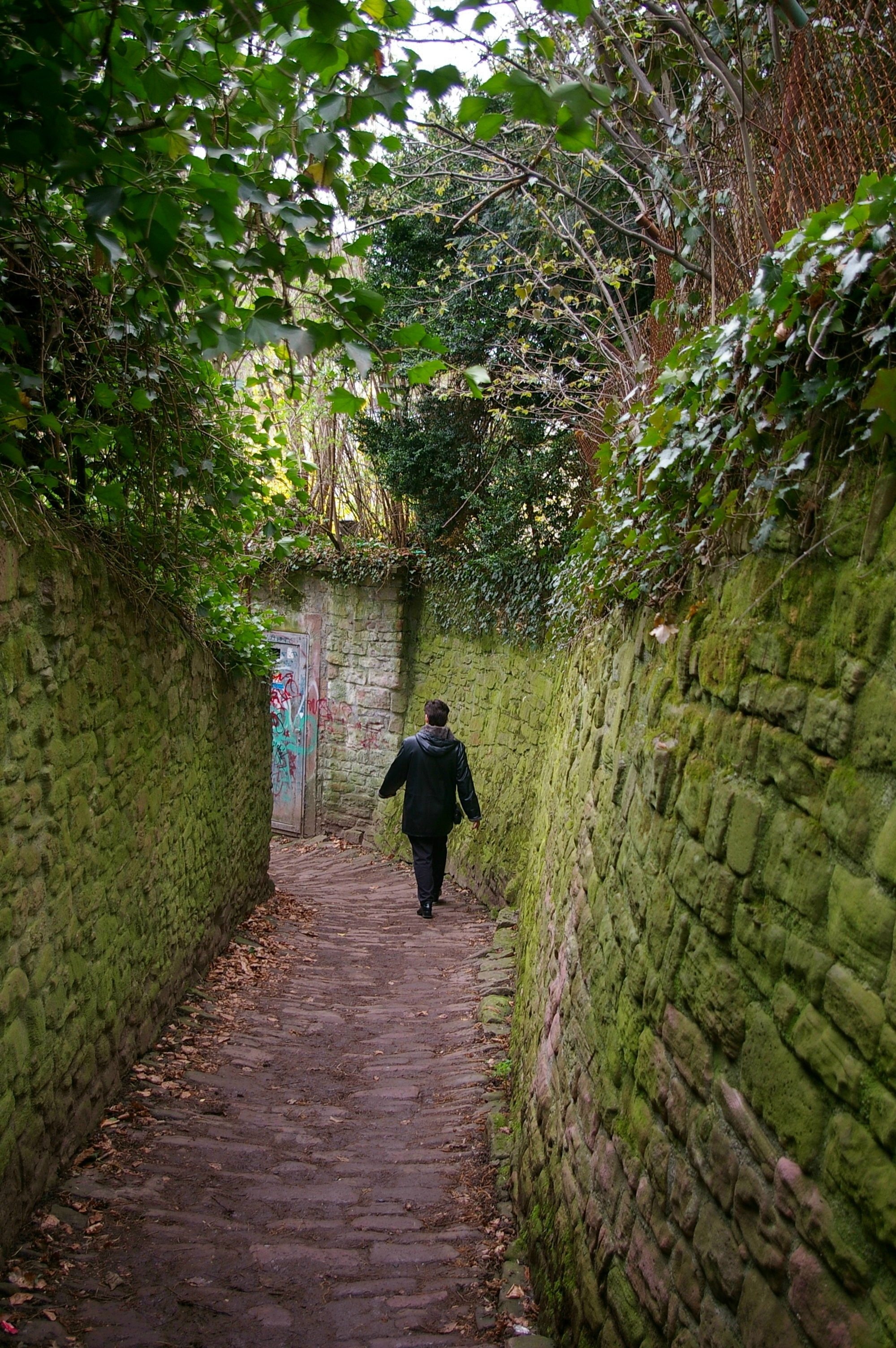
Нижня частина Шлангенвегу між стінами з червоного пісковика

Шлангенвег — пішохідна стежка у Гайдельберзі, яка з'єднує Старий міст і Філозофенвег. Назва означає німецькою «зміїний шлях» і походить від того, як Шлангенвег звивається «серпантином», підіймаючись в гору.
Шлангенвег має довжину майже 500 метрів долає перепад висот близько 90 метрів. Місцями він вкопаний в схил та оточений стінами з червоного пісковику. Раніше цей шлях вів до виноградників на південному схилі над Некаром. Виноградники належали до села Ноєнгайм, яке було включено до складу міста Гайдельберг у 1891 році. Сьогодні тут знаходяться городи та присадибні ділянки. У 1782 році Шлангенвег було відновлено. Побудовані сходи. Існують письмові та картографічні вказівки на те, що Шлангенвег спочатку продовжувався вище Філозофенвега і йшов серпантинами аж до гори Гайлігенберга. Історична назва шляху — Брюкенрід. На початку шляху з 1521 по 1622 рік стояла мостова каплиця.
На двох згибах знаходяться тераси з пісковику з тінистими лавками, з яких відкривається вид на старе місто Гайдельберга. Сухі кам'яні стіни роблять Шлангенвег цінним біотопом для таких видів теплолюбних тварин, як мурова ящірка та мідянка. На Шлангенвезі можна знайти мушмулу, вид фруктових дерев, який був важливим у попередні століття, але тепер став рідкісним.

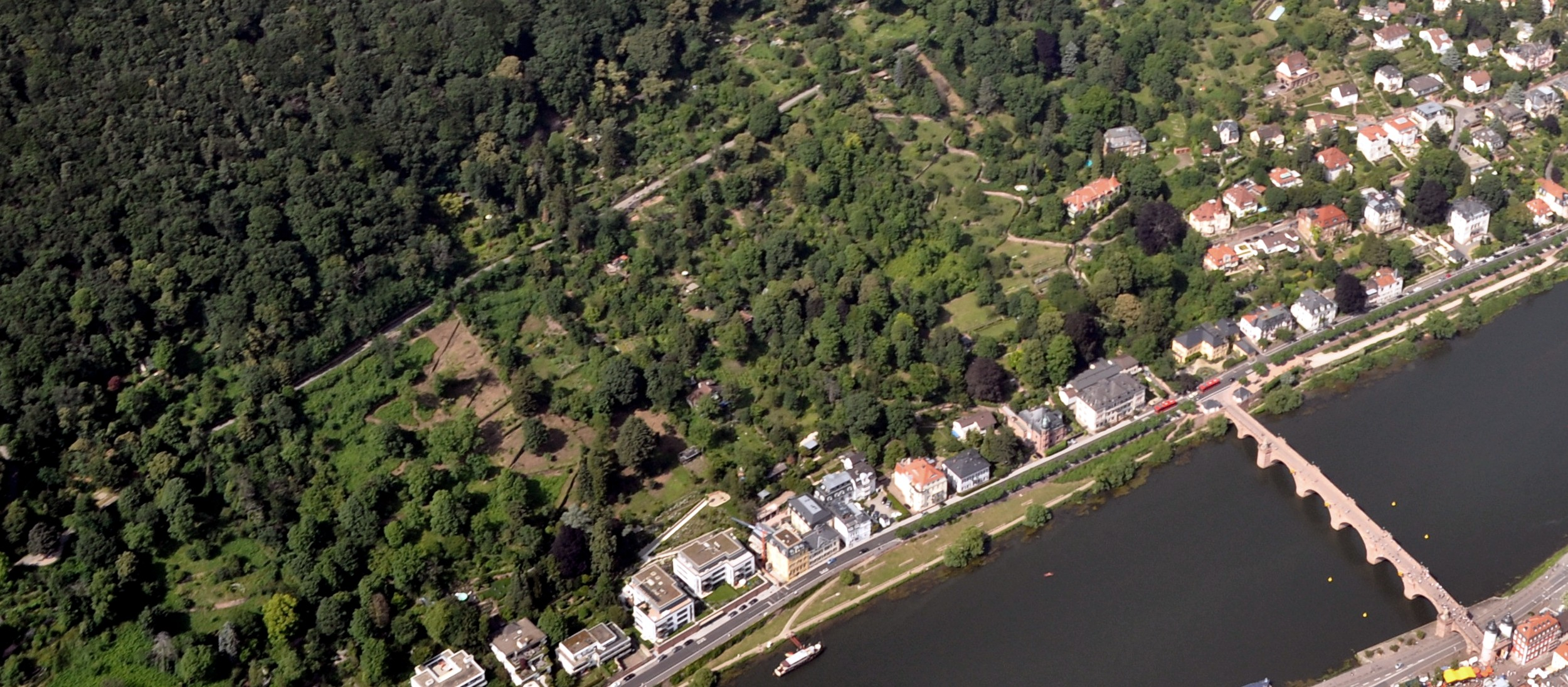
Вид з висоти на Шлангенвег між Старим мостом та Філозофенвегом